# Micrathetis dacula
Micrathetis dacula är en fjärilsart som beskrevs av Dyar. Micrathetis dacula ingår i släktet Micrathetis och familjen nattflyn. Inga underarter finns listade i Catalogue of Life.